# Gyanpur
Gyanpur (Hindi: ज्ञानपुर Jñānpur [ˈɡjaːnpʊr]) ist eine Kleinstadt (Nagar Panchayat) im nordindischen Bundesstaat Uttar Pradesh.
Sie liegt im Osten Uttar Pradeshs rund 50 Kilometer westlich von Varanasi und 65 Kilometer östlich von Prayagraj. Der Fluss Ganges fließt elf Kilometer südlich vorbei. Gyanpur ist der Verwaltungssitz des Distrikts Bhadohi. Zum Zeitpunkt der Volkszählung 2011 hatte die Stadt 12.808 Einwohner.